# Ronde van Lombardije 2008
De Ronde van Lombardije 2008 was de 102e editie van de Ronde van Lombardije en werd verreden op zaterdag 18 oktober. Het was in 2008 voor het eerst dat de Ronde van de Vallende Bladeren geen deel meer uitmaakte van de UCI ProTour, na een conflict tussen organisator RCS Sport en de UCI. 
De koers werd gewonnen door de Italiaan Damiano Cunego van Lampre, waarmee hij zijn vierde overwinning van het seizoen noteerde. Het was zijn derde overwinning in Lombardije en zijn tweede op rij. Hij wist 15 kilometer voor de finish te ontsnappen uit het peloton en wist zijn achtervolgers uiteindelijk 24 seconden voor te blijven.
De Sloveen Janez Brajkovič van Astana werd tweede, hij won de sprint van Rigoberto Urán, uit Colombia, van Caisse d'Epargne. Karsten Kroon eindigde op de vijfde plaats als beste Nederlander.

## Uitslag
| Ronde van Lombardije 2008 (242 km) |                   |                    |          |
| Plaats                             | Naam              | Ploeg              | Tijd     |
| Winnaar                            | Damiano Cunego    | Lampre             | 5u37'04" |
| 2                                  | Janez Brajkovič   | Astana             | + 24"    |
| 3                                  | Rigoberto Urán    | Caisse d'Epargne   | z.t.     |
| 4                                  | Giovanni Visconti | Quick Step         | + 33"    |
| 5                                  | Karsten Kroon     | Team CSC Saxo Bank | z.t.     |
| 6                                  | Mauro Finetto     | CSF Group-Navigare | z.t.     |
| 7                                  | Chris Horner      | Astana             | z.t.     |
| 8                                  | Stefano Garzelli  | Acqua & Sapone-CM  | z.t.     |
| 9                                  | Morris Possoni    | Team Columbia      | z.t.     |
| 10                                 | Francesco Failli  | Acqua & Sapone-CM  | z.t.     |

1905 · 1906 · 1907 · 1908 · 1909 · 1910 · 1911 · 1912 · 1913 · 1914 · 1915 · 1916 · 1917 · 1918 · 1919 · 1920 · 1921 · 1922 · 1923 · 1924 · 1925 · 1926 · 1927 · 1928 · 1929 · 1930 · 1931 · 1932 · 1933 · 1934 · 1935 · 1936 · 1937 · 1938 · 1939 · 1940 · 1941 · 1942 · 1943 · 1944 · 1945 · 1946 · 1947 · 1948 · 1949 · 1950 · 1951 · 1952 · 1953 · 1954 · 1955 · 1956 · 1957 · 1958 · 1959 · 1960 · 1961 · 1962 · 1963 · 1964 · 1965 · 1966 · 1967 · 1968 · 1969 · 1970 · 1971 · 1972 · 1973 · 1974 · 1975 · 1976 · 1977 · 1978 · 1979 · 1980 · 1981 · 1982 · 1983 · 1984 · 1985 · 1986 · 1987 · 1988 · 1989 · 1990 · 1991 · 1992 · 1993 · 1994 · 1995 · 1996 · 1997 · 1998 · 1999 · 2000 · 2001 · 2002 · 2003 · 2004 · 2005 · 2006 · 2007 · 2008 · 2009 · 2010 · 2011 · 2012 · 2013 · 2014 · 2015 · 2016 · 2017 · 2018 · 2019 · 2020 · 2021 · 2022 · 2023 · 2024 · 2025